# 黃韜
黄韬（？—348年），东晋豫章人。
永和四年（348年）十二月，黄韬自称孝神皇帝，以临川人李高为相，聚众数百人，乘犊车，穿皁袍，攻打郡县。聚众达到数千，攻打临川郡，临川太守庾条（庾亮之弟）将黄韬讨平。